# Cá bắp nẻ xanh
Cá bắp nẻ xanh còn gọi là cá đuôi gai xanh, cá nẻ xanh, cá Dory (tên khoa học: Paracanthurus hepatus), là một loài cá thuộc họ Cá đuôi gai. Loài cá này sinh sống ở Ấn Độ Dương-Thái Bình Dương. Nó là một loài cá cảnh phổ biến, là loài duy nhất trong chi Paracanthurus..

## Mô tả
Paracanthurus hepatus có một cơ thể màu xanh hoàng gia, đuôi màu vàng, và mảng màu đen. Phần dưới cơ thể là màu vàng ở tây trung bộ Ấn Độ Dương. Nó phát triển đến 30 cm. Khi trưởng thành, chúng nặng gần 600 g mà những con đực thường lớn hơn những con cái.[4] Cá này khá dẹt, giống như một chiếc bánh kếp, với một hình dạng cơ thể tròn, mũi giống như mõm nhọn như và vảy nhỏ. Chúng có 9 gai vây lưng, 26-28 tia vây lưng mềm, 3 gai hậu môn, và 24-26 tia vàng mềm ở hậu môn.

## Sinh thái

### Phân bố
Cá bắp nẻ xanh có thể được tìm thấy rộng khắp Ấn Độ - Thái Bình Dương. Nó được nhìn thấy trong các rạn san hô của Phillipines, Indonesia, Nhật Bản, Bờ Đá Lớn của Australia, New Caledonia, Samoa, Đông Phi và Sri Lanka.[5]. Loài cá này là một trong những loài cá thủy cung phổ biến và nổi tiếng nhất trên toàn thế giới. Chúng sống theo cặp, hoặc trong một nhóm nhỏ lên từ 8 đến 14 cá thể. Chúng cũng có thể được tìm thấy gần san hô súp lơ trên mặt rong biển của rạn san hô.
Loài cá này được đánh giá bởi Liên minh Bảo tồn Thế giới (IUCN) là ít lo ngại nhất (LC; least concern), nhưng nằm trong nhóm dễ bị tổn thương thấp.

### Chế độ ăn
Lúc chưa trưởng thành, loài cá này có chế độ ăn bao gồm chủ yếu sinh vật phù du. Con trưởng thành ăn tạp và ăn sinh vật phù du, nhưng cũng ăn tảo.[6] Sinh sản diễn ra trong thời gian cuối buổi chiều và buổi tối. Sự kiện này được định đoạt bởi một sự thay đổi màu sắc từ màu xanh đậm đồng nhất sang màu xanh nhạt. Cá bắp nẻ xanh có vai trò quan trọng đối với sức khỏe của san hô vì chúng ăn tảo, nếu để yên, sẽ làm ngạt san hô đó vì tăng trưởng quá mức.

## Hình ảnh

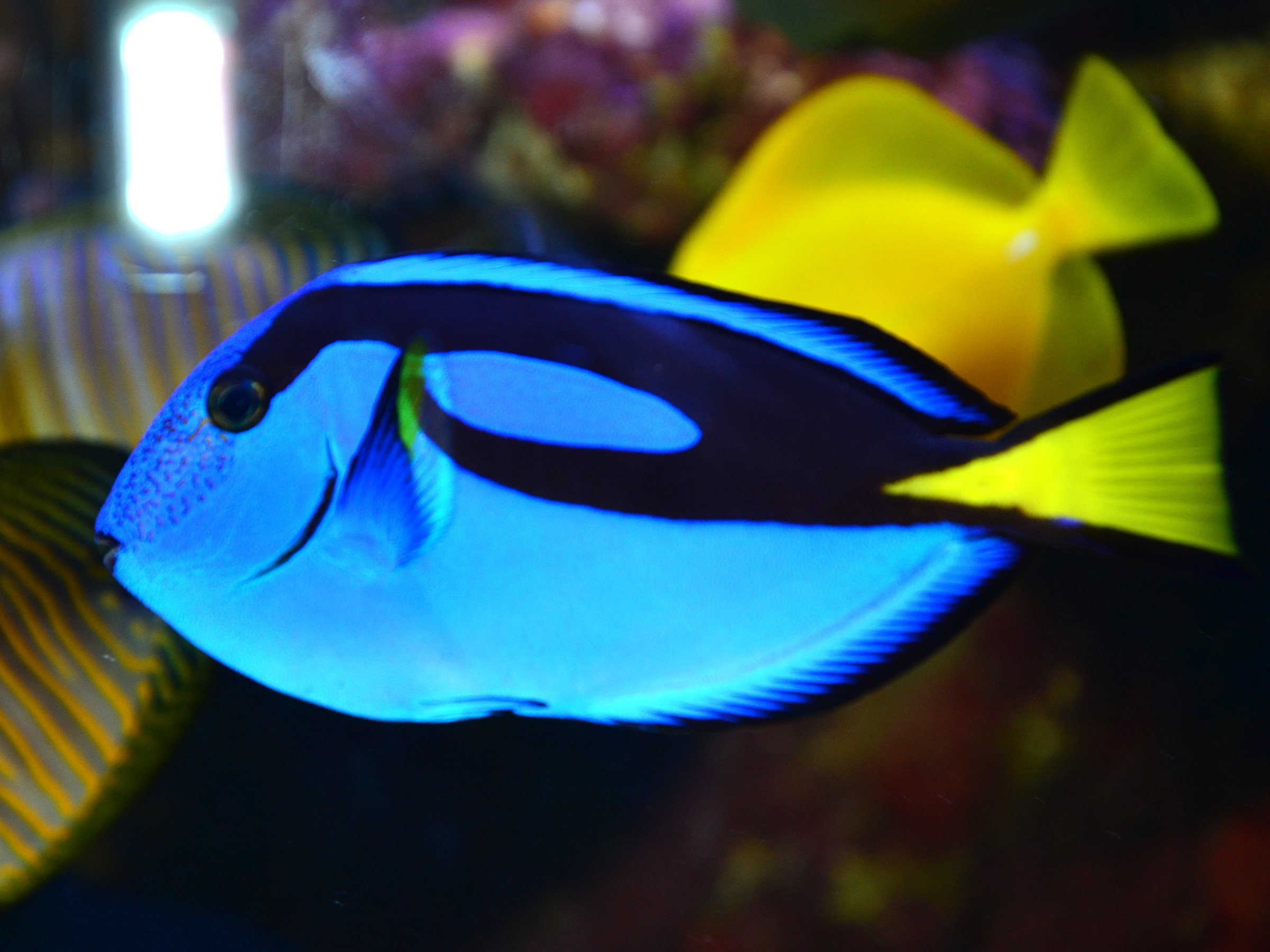
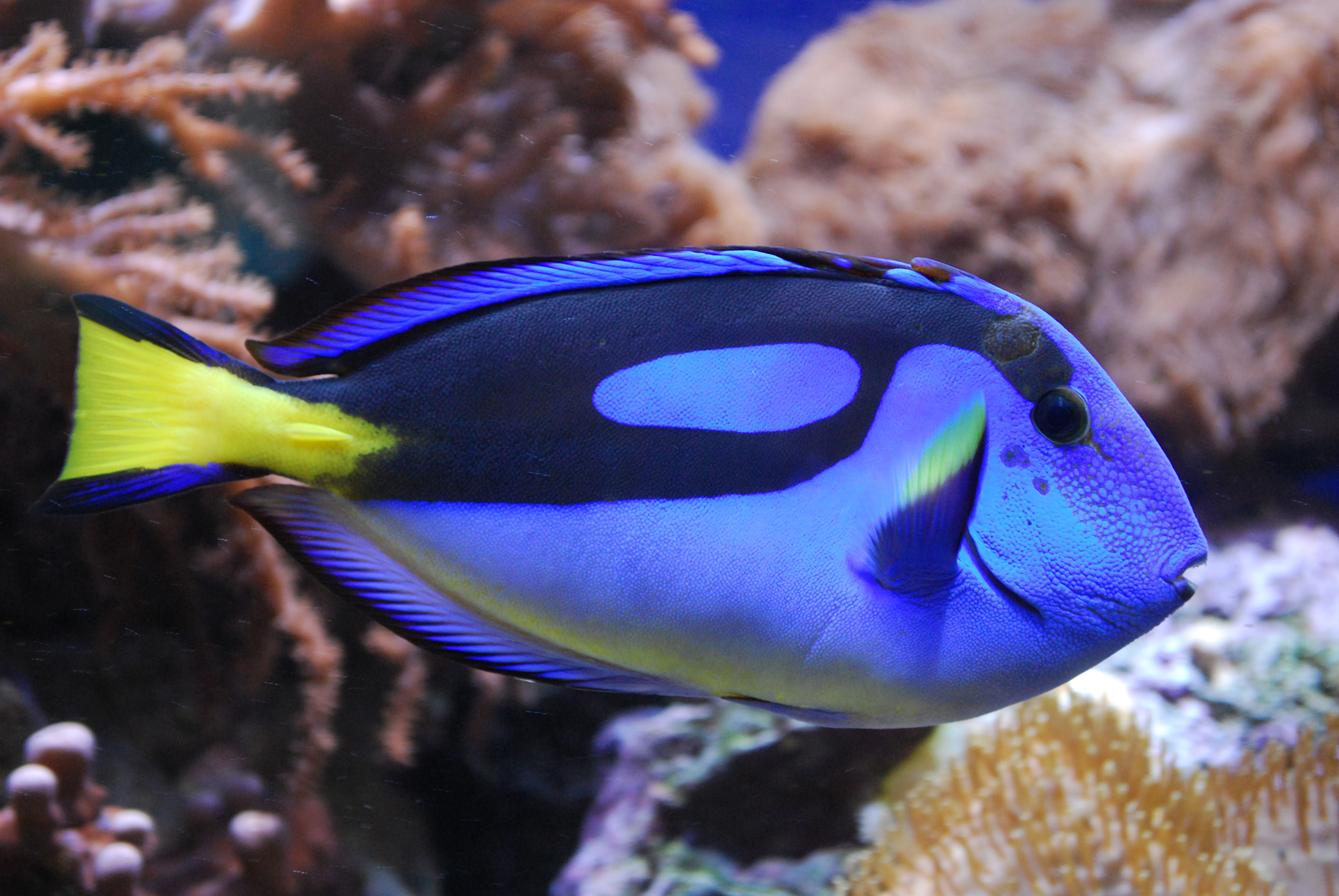
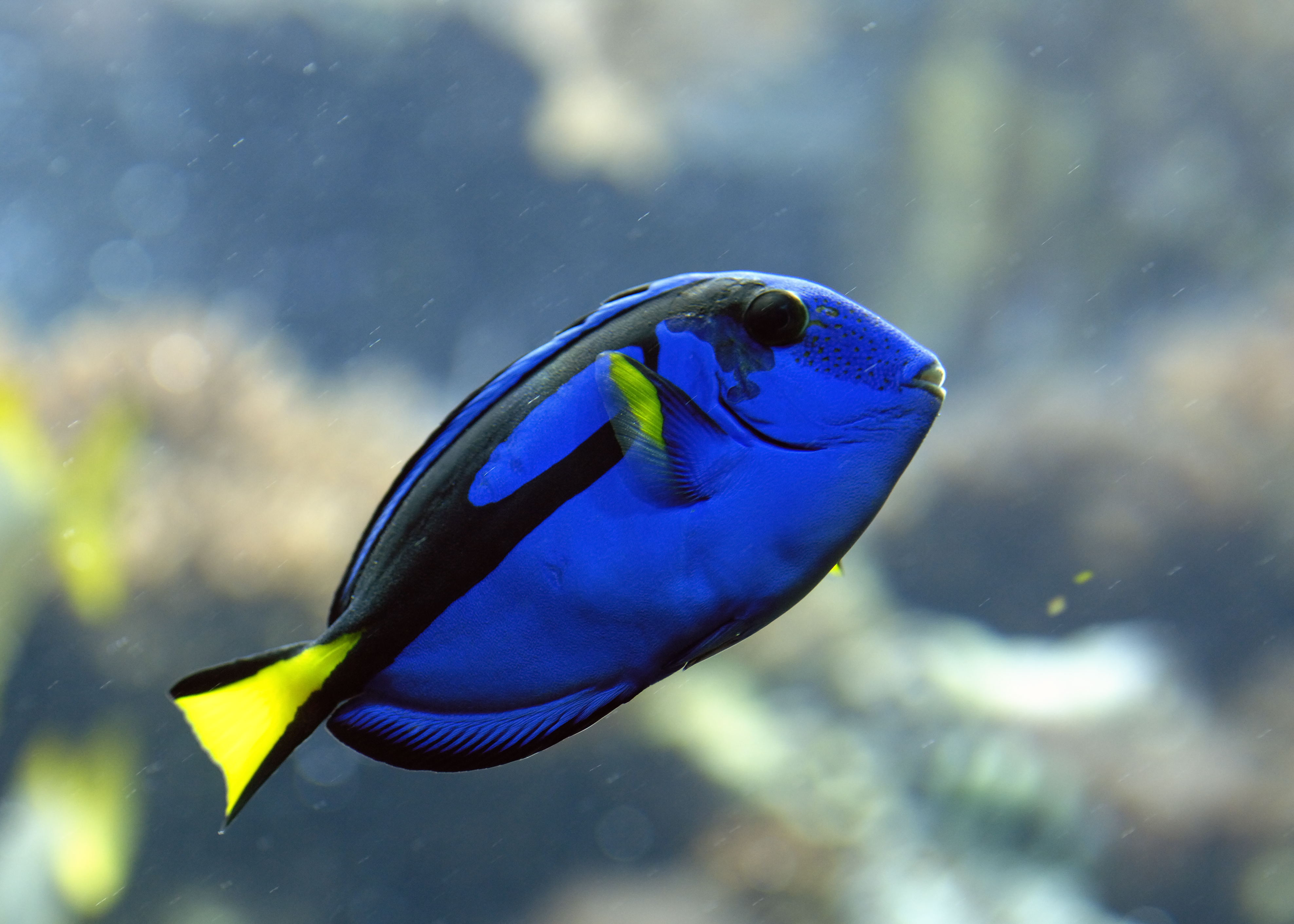
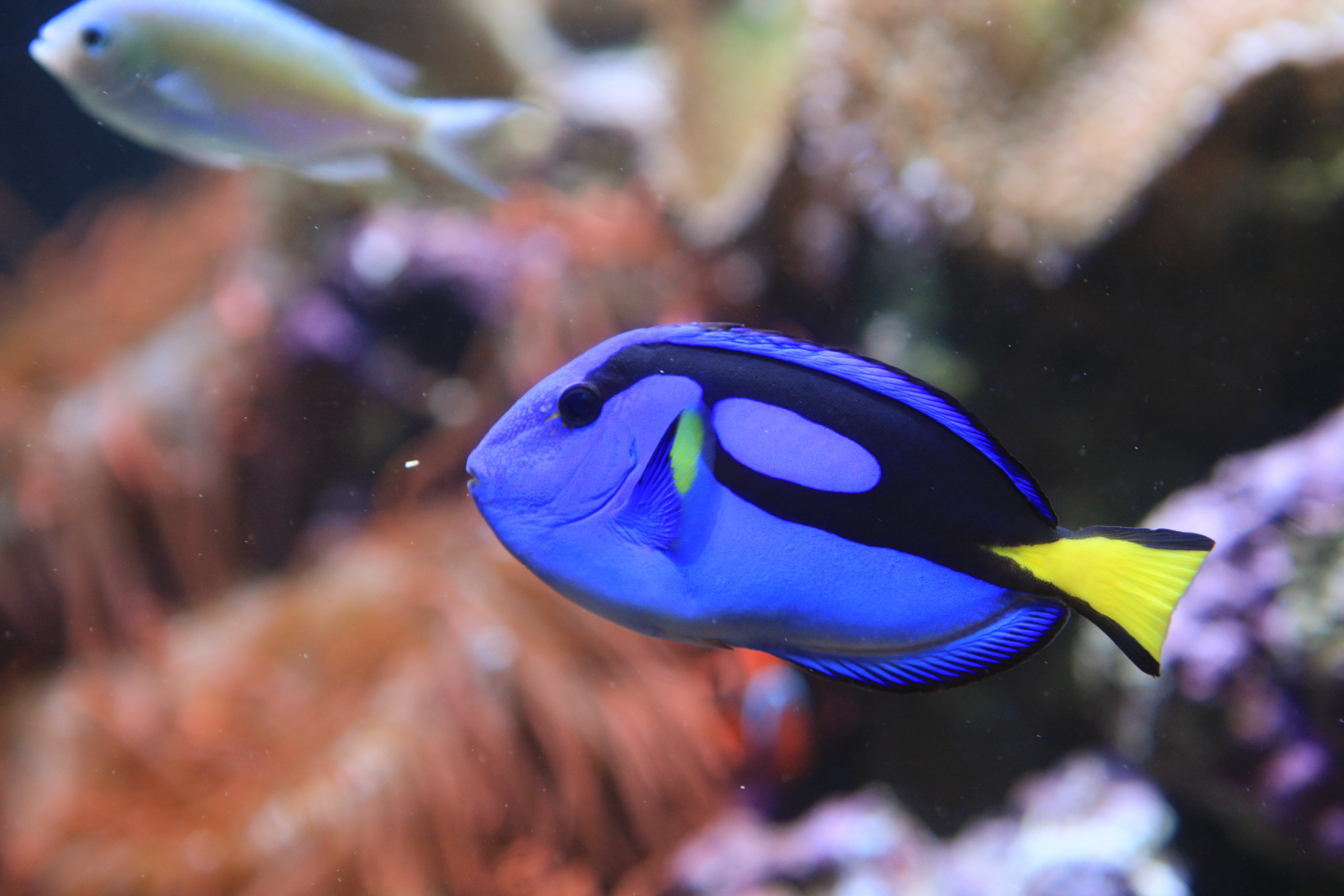